# Weir (India)
Weir è una suddivisione dell'India, classificata come municipality, di 17.331 abitanti, situata nel distretto di Bharatpur, nello stato federato del Rajasthan. In base al numero di abitanti la città rientra nella classe IV (da 10.000 a 19.999 persone).

## Geografia fisica
La città è situata a 25° 40' 54 N e 75° 43' 51 E e ha un'altitudine di 271 m s.l.m..

## Società

### Evoluzione demografica
Al censimento del 2001 la popolazione di Weir assommava a 17.331 persone, delle quali 9.218 maschi e 8.113 femmine. I bambini di età inferiore o uguale ai sei anni assommavano a 3.113, dei quali 1.603 maschi e 1.510 femmine. Infine, coloro che erano in grado di saper almeno leggere e scrivere erano 9.848, dei quali 6.558 maschi e 3.290 femmine.